# Lisa Martinek
Lisa Martinek, született Lisa Wittich (Stuttgart, 1972. február 11. – Grosseto, Olaszország, 2019. június 28.) német színésznő.

## Filmjei

### Mozifilmek
- Keménységi próba (Härtetest) (1998)
- Wer liebt, dem wachsen Flügel... (1999)
- Egy maroknyi fű (Eine Hand Voll Gras) (2000)
- Das Monstrum (2001)
- Boran (2001)
- Néma gyilkos (Lautlos) (2004)
- Der Junge ohne Eigenschaften (2005)
- Rendezvous (2006)
- A hallgatás útvesztője (Im Labyrinth des Schweigens) (2014)
- Schwester Weiß (2015)

### Tv-filmek
- Férjet keresek a feleségemnek (Ein Mann für meine Frau) (1993)
- Der Showmaster (1993)
- Nur eine kleine Affäre (1994)
- Haverok (Buddies - Leben auf der Überholspur) (1997)
- Csókok és szárnyak (Vom Küssen und vom Fliegen) (2000)
- Der Verleger (2001)
- Der Schuß (2001)
- Der Mann von nebenan (2002)
- Die Rückkehr (2002)
- Jagd auf den Flammenmannv (2003)
- Rendkívüli állapot (Zwei Tage Hoffnung) (2003)
- Der gestohlene Mond (2003)
- Klassentreffen (2004)
- Mein Weg zu dir heißt Liebe (2004)
- A lány és a milliomos (Das Zimmermädchen und der Millionär) (2004)
- Der Mann von nebenan lebt! (2005)
- Ein Kuckuckskind der Liebe (2005)
- Wo bleibst du, Baby? (2005)
- Schuld und Rache (2006)
- Tornádó – Az ég haragja (Tornado - Der Zorn des Himmels) (2006)
- Ich leih mir eine Familie (2006)
- Die Zürcher Verlobung - Drehbuch zur Liebe (2007)
- Eine folgenschwere Affäre (2007)
- Das Wunder von Loch Ness (2008)
- Willkommen im Westerwald (2008)
- A gyermekeimért mindent (Für meine Kinder tu' ich alles) (2009)
- Gletscherblut (2009)
- Böses Erwachen (2009)
- Meine Tochter nicht (2010)
- Bella Vita (2010)
- Die Schuld der Erben (2012)
- Bella Australia (2012)
- Esküvők (Hochzeiten) (2012)
- Just Married - Hochzeiten zwei (2013)
- Willkommen im Club (2013)
- Bella Familia - Umtausch ausgeschlossen (2013)
- Alles muss raus - Eine Familie rechnet ab (2014)
- Tod auf der Insel (2015)
- Ein schrecklich reiches Paar (2017)
- Schwartz & Schwartz: Mein erster Mord (2018)

### Tv-sorozatok
- Blankenese (1994, 20 epizódban)
- Zwei alte Hasen (1995, egy epizódban)
- Két férfi, egy eset (Ein Fall für zwei) (1995, egy epizódban)
- Ein starkes Team (1996, 2017, két epizódban)
- Lisa Falk - Eine Frau für alle Fälle (1998, egy epizódban)
- Klemperer - Ein Leben in Deutschland (1999, egy epizódban)
- Doppelter Einsatz (2001, egy epizódban)
- Stahlnetz (2002, egy epizódban)
- Tökéletes gyilkosságok (Der Elefant: Mord verjährt nie) (2004, egy epizódban)
- Rosa Roth (2004, egy epizódban)
- Tetthely (Tatort) (2004–2018, három epizódban)
- Kommissarin Lucas (2006, egy epizódban)
- K3 - Kripo Hamburg (2006, egy epizódban)
- Das Duo (2006–2012, 13 epizódban)
- Az Öreg (Der Alte) (2014, egy epizódban)
- Der Kriminalist (2014, egy epizódban)
- Blaumacher (2007, hat epizódban)
- Die Heiland: Wir sind Anwalt (2018, hat epizódban)